# دیک لیون (ورزشکار)
دیک لیون (انگلیسی: Dick Lyon؛ ۷ سپتامبر ۱۹۳۹ – ۸ ژوئیهٔ ۲۰۱۹) ورزشکار روئینگ اهل ایالات متحده آمریکا بود.
از فیلم‌ها یا برنامه‌های تلویزیونی که وی در آن نقش داشته‌است می‌توان به آنا و سلطان سیام، سالهای سبز، و نادیده اشاره کرد.
وی در مسابقات کشوری و بین‌المللی در مجموع برندهٔ ۱ مدال برنز شده‌است.